# Tosaka Jun
Jun Tosaka (戸坂 潤, Tosaka Jun, 27 de setembro de 1900 - 9 de agosto de 1945) foi um filósofo japonês do século XX.

## Vida
Tosaka Jun nasceu no dia  27 de setembro de 1900, (Tóquio, Japão) por sua vez veio a falecer no dia 9 de agosto de 1945, Nagano, (Japão), na prisão onde estava desde que fora preso em 1938.

## Pensamento
Tosaka Jun foi um filósofo e crítico social japonês que, através da influência ocidental e do marxismo, elaborou uma série de críticas mais modernas, urgentes e importantes do capitalismo do Japão, do imperialismo japonês, do sistema imperial, do "Japão" e da vida cotidiana no Japão imperial. Filósofo formado na Universidade de Quioto, Tosaka fez importantes contribuições para o avanço do marxismo e do materialismo histórico no Japão. Sua filosofia marxista especialmente procurou ultrapassar uma o marxismo mecanicista e criticar as diversas formas pelas quais as produções culturais da nação, do império e do Japão estavam profundamente implicadas na exploração capitalista, na dominação imperialista na Ásia e na guerra fascista.